# Indolestes coeruleus
Indolestes coeruleus – gatunek ważki z rodziny pałątkowatych (Lestidae).